# Stazione di San Yago
La stazione di San Yago è una fermata ferroviaria di Galapagar, sulla linea Madrid-Hendaye.
La stazione dispone di servizi di media distanza e forma parte delle linee C3 e C8 delle Cercanías di Madrid.
Si trova in avenida Saltos del Sil, nel comune di Galapagar.

## Storia
La fermata si trova sul tratto Madrid-El Escorial della linea Madrid-Hendaye, inaugurato il 9 agosto 1861. Tuttavia San Yago è stata aperta successivamente.